# پره‌سر
پَره‌سَر یکی از شهرهای استان گیلان در شمال ایران، و مرکز بخش پره‌سر از توابع شهرستان رضوانشهر است. پره سر در کناره جنوب غربی دریای خزر، در مسیر راه بندر انزلی ـ تالش یا کریدور شمال–جنوب قرار دارد.
نام این شهر در زبان تالشی از دو قسمت (پره=محل ماهیگیری) و (سر=پسوند مکان) تشکیل شده‌است.

## تقسیمات سیاسی
شهر پره‌سر، در مغرب و شمال شهرستان رضوانشهر قرار دارد. از شمال به شهر اسالم در شهرستان تالش، از جنوب به شهر رضوانشهر و ماسال، از شرق به دریای خزر و از غرب به شهرستان خلخال محدود می‌شود.
مکان‌نگاری

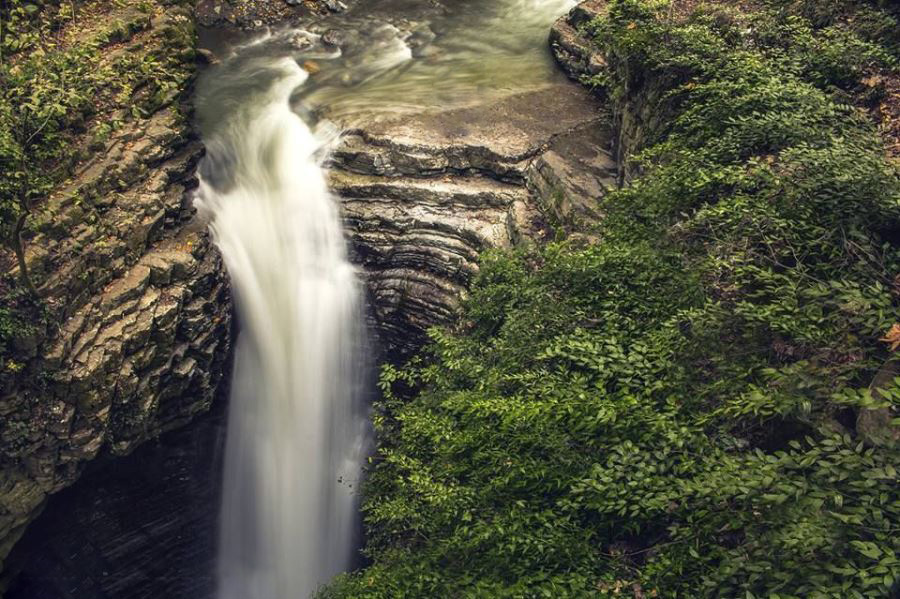
آبشار ویسادار پره سر

شهر پره سر در ۷۰ کیلومتری مرکز استان شهر رشت، ۲۵ کیلومتری هشتپر، ۴۰ کیلومتری بندر انزلی و صد کیلومتری شهر آستارا واقع شده‌است.

## تاریخچه
پره سر در سال ۱۳۴۱ خورشیدی باتلاش  عنایت الله رحیمیان که ریاست درمانگاه پره سر را برعهده داشت شهرداری پره سر را تأسیس و درسمت شهردارنیز فعالیت نمود که پس از آن وارد تقسیمات شهری شد و با تشکیل بخش پره‌سر در سال ۱۳۷۶ خورشیدی، به  پره سر در سال۱۳۴۱ خورشیدی باتلاش دکتر عنایت الله رحیمیان که ریاست درمانگاه پره سر را برعهده داشت شهرداری پره سر را تاسیس و درسمت شهردار نیز فعالیت نمود که پس از آن وارد تقسیمات شهری شد و با تشکیل بخش پره‌سر در سال ۱۳۷۶ خورشیدی، به مرکزیت آن درآمد. جمعیت آن طبق سرشماری اولیه ۱۳۹۰ خورشیدی، ۷۸۲۶ تن بوده‌است.
در سالهای اخیر در آن آبادی‌ها گورستان‌های باستانی مهمی شناسایی شده. در کاوش‌های باستان‌شناسی در این منطقه گورهای مختلفی کشف و لایه برداری شده و علاوه بر اسکلت‌های موجود در گورها، اشیایی همچون ظروف سفالی، مهره‌های تزئینی، النگو، ادوات آهنی، خنجر، سر پیکان، تبر و شمشیر که کاملاً اکسیده شده بودند و به دست آمده، بعضی از اسکلت‌ها نیز به دلیل رطوبت شدید متلاشی و امکان جمع‌آوری آن‌ها برای مطالعات بعدی وجود نداشت. قدمت این گورستان‌ها به دوران اشکانی می‌رسد. از آثار ثبت شده ملی پره سر می‌توان به محوطه وسک و محوطه مزگت اشاره کرد.
این منطقه از نظر فسیل‌شناسی هم بسیار غنی است زیرا عموماً در مناطق کوهستانی سنگ‌ها به صورت رسوبی می‌باشند.

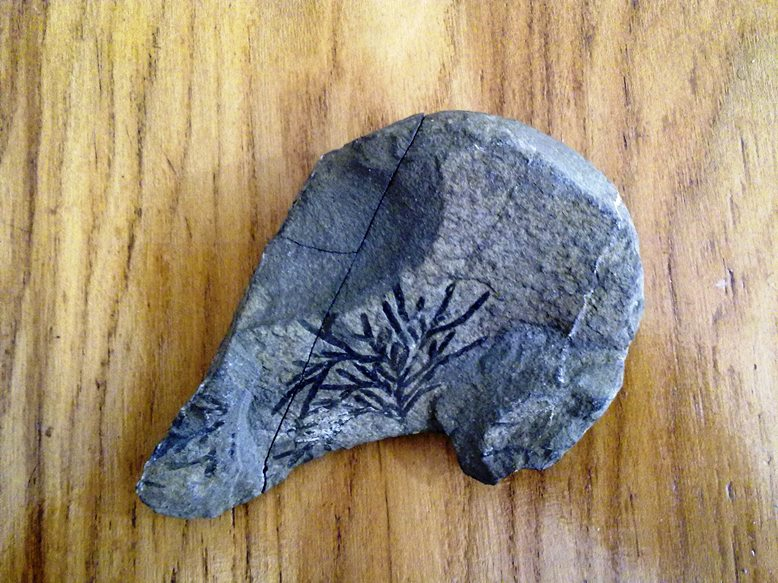
فسیل گیاه در پره سر

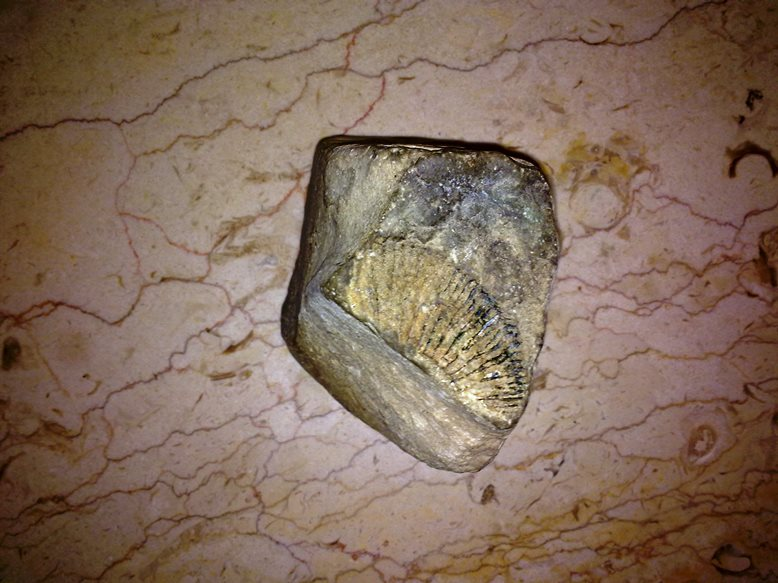
فسیل جانور در پره سر

## جمعیت
جمعیت آن طبق سرشماری اولیه ۱۳۹۰ خورشیدی، ۷،۶۲۶ تن (۲،۱۸۸خانوار) بوده‌است.
براساس سرشماری سال ۱۳۹۵ جمعیت آن ۸،۰۱۶ نفر (۲،۵۳۶خانوار) بوده است. مردم پره سر از قوم تالش هستند و زبان اصلی و اکثریت شهر پره سر زبان تالشی می‌باشد.

## اقلیم
حداکثر دمای آن در تابستان °۳۴، حداقل آن در زمستان °۳-، و میانگین بارش سالانه آن ۱۴۴۰٫۶ میلی‌متر در ایستگاه پیلمبرا است. (البته این ارقام میانگین آمار بوده و در بعضی سال‌ها متغیر می‌باشد) ایستگاه پیلمبرا اولین ایستگاه اقلیم‌شناسی استان گیلان می‌باشد که در سال ۱۳۴۷ تأسیس شده‌است.
- جمعیت پره سر

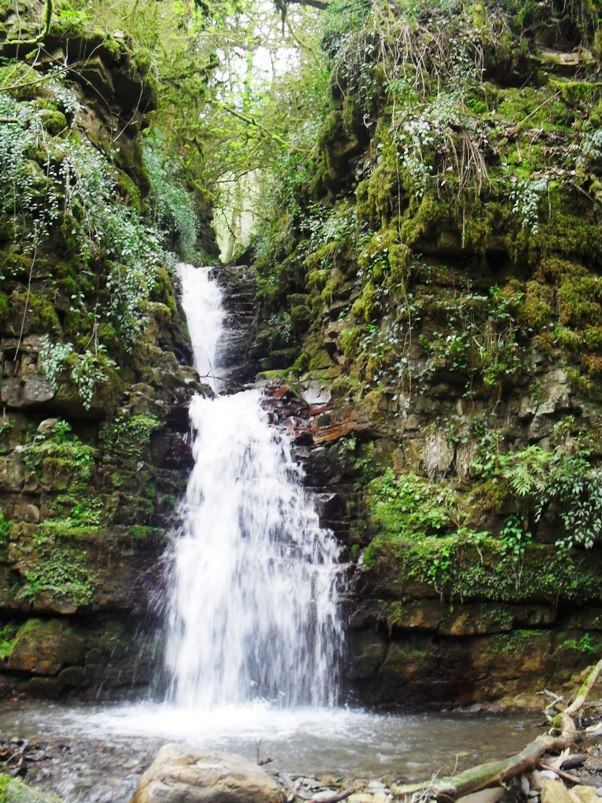
آبشارهای پره سر

پره‌سر دارای آب و هوای معتدل خزری می‌باشد بهترین موقع برای سفر به این منطقه ماه‌های اردیبهشت، خرداد، شهریور و مهر می‌باشد که رطوبت هوا به نسبت کاهش می‌یابد.
این شهر شامل جلگه و کوهستان است. هوای جلگه در تابستان گرم و مرطوب و در زمستان ملایم و هوای کوهستان در تابستان معتدل و در زمستان سرد است. آستارا با بارش میانگین سالانه در حدود ۱۲۰ روز در سال از نقاط پربارش کشور محسوب می‌شود.

آب و هوای پره سر

## جغرافیا
جغرافیای پره سر دلیل پوشش گیاهی غنی گیلان ممتاز بودن اقلیم آن است. ناحیه رویشی هیرکانی مانند یک نوار سبز، حاشیه جنوبی دریای خزر و نیمرخ شمالی رشته کوه البرز را پوشانده‌است. این ناحیه رویشی به خاطر حاصلخیزی خاک، تغییرات دما و بارندگی‌های متعدد، حاوی گونه‌های گیاهی زیادی است. جنگل‌های این ناحیه به صورت نسلی دست‌نخورده و سالم، کمربندی از درختان خزان‌کننده دوران سوم زمین‌شناسی را تشکیل می‌دهند. این جنگل‌ها که از آن به نام‌های جنگل‌های مرطوب یا خزری یاد می‌شود ارزش‌های زیست‌محیطی و اقتصادی زیادی دارند و در زمره میراث طبیعی جهانی محسوب می‌شوند.
مهم‌ترین کوه‌های این بخش عبارت اند از: سیاه کوه، آق مسجد، رَزَن، مَرزون سَر، چله، اَریوْدار یا و زمستون. رودهای شفارود و دیناچال در آن جریان دارد. کش رود/ کیش رود از کوه‌های مغرب شهر سرچشمه می‌گیرد و در پنج کیلومتری شمال غربی آن به دریای خزر می‌ریزد.
پوشش گیاهی این منطقه به سه بخش ساحلی، جلگه‌ای و کوهستانی تقسیم می‌شود.
سه رود مهم بخش پره سر شامل رودهای ناو، لمیر و شفارود می‌باشند.
درختان بومی منطقه شامل بلوط، شمشاد، راش خزری، انجیلی، ممرز، بلوط، تنگرس (بادام وحشی)، زربین و سرو می‌باشد. انواع دیگری از گیاهان یک ساله و فصلی هم در مناطق جلگه‌ای و ساحلی رشد و نمو می‌کنند.
پوشش گیاهی پره سر مشتمل است بر درختان توسکا، اوجا، افرا، مَمرز، شمشاد، گردو، نمدار، راش، درختان پهن برگ نواحی کوهستانی و جنگلی، و گیاهان دارویی نظیر گل گاوزبان، بارهنگ، ثعلب، گل خطمی، پونه، کاسنی، وَن، غاز ایاقی و مازو

## اقتصاد
اهالی پره سر عمدتاً به کشاورزی، باغداری، دامداری، ماهیگیری و پرورش زنبور عسل اشتغال دارند. محصول عمده آن برنج و دیگر محصولات مهم آن گندم، جو، نباتات علوفه‌ای و میوه‌هایی مانند ازگیل و گلابی و سیب است. صادرات این بخش برنج، میوه، عسل، ماهی، صنایع دستی چوبی، گلیم و جاجیم است. ایجاد کارخانه و کارگاه‌های چوب بری و نجّاری و تولید فراورده‌های چوبی زمینة اشتغال روستاییان بخش پره سر و نقاط دیگر را فراهم آورده و از مهاجرت آنان به شهر کاسته‌است. آب کشاورزی از طریق رودخانه و آب آشامیدنی از چاه‌های عمیق و نیمه عمیق از طریق لوله‌کشی تأمین می‌شود.

شاهین در آسمان پره سر

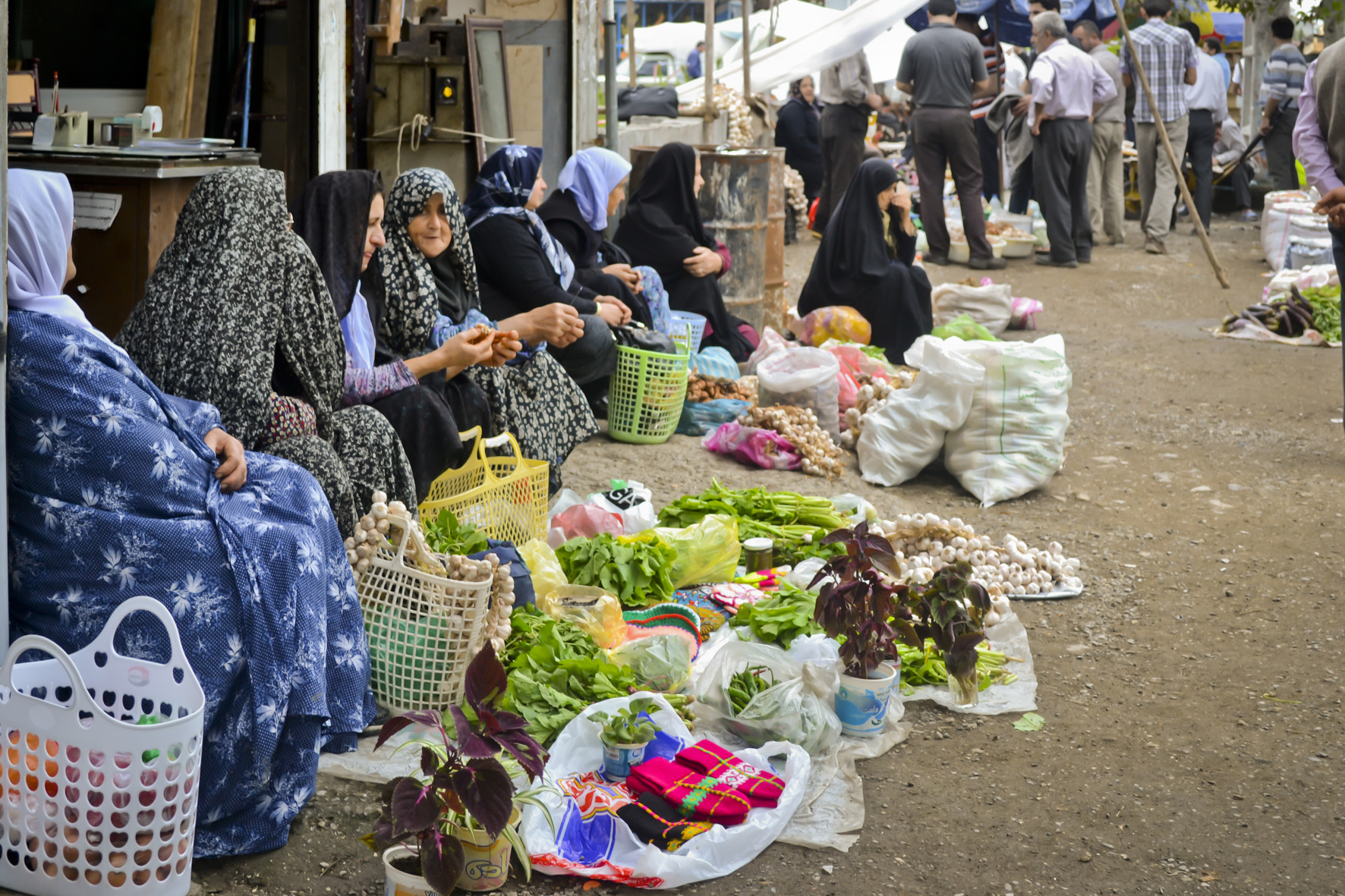
زنان دستفروش در سه شنبه بازار (بازار محلی) پره‌سر

محصولات این منطقه به دلیل قرارگیری در مجاورت دریاچه کاسپین و همچنین جلگه حاصلخیز آن و جاری بودن رودهای دائمی بسیار متنوع است.
این محصولات شامل: شالیکاری (برنج)، گندم، مرکبات، کیوی، آلوچه، ماهیگری و شیلات، پرورش ماهیان سردآبی، گیاهان دارویی و گیاهان روغنی است.
نیروگاه سیکل ترکیبی پره سر در روستاهای آلکام لتوم و رودکنار این بخش واقع شده‌است.
نیروگاه کوچک برق آبی نیروگاه ارده نیز در روستای ارده این بخش قرار داشت که در حال حاضر با وجود برق سراسری بسته شده‌است.

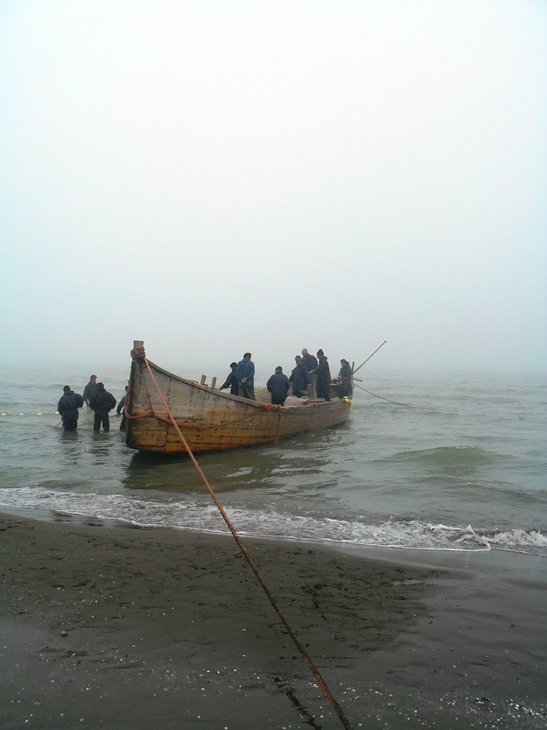
ماهیگیری در پره سر
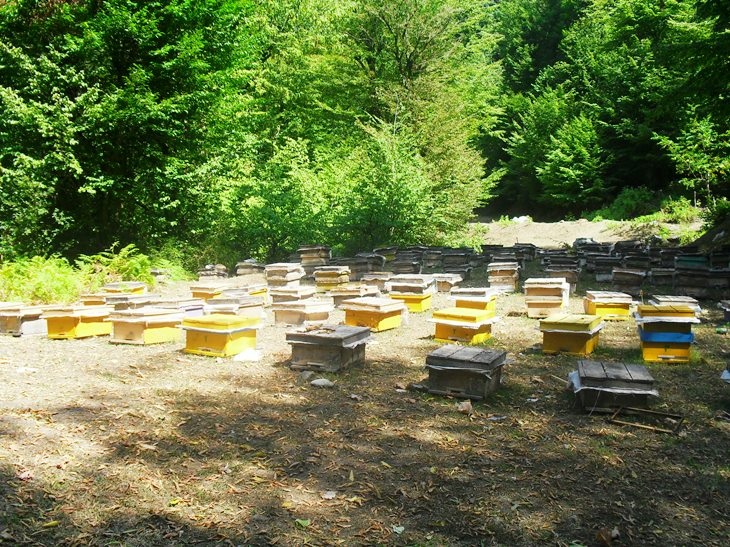
زنبورداری در پره سر
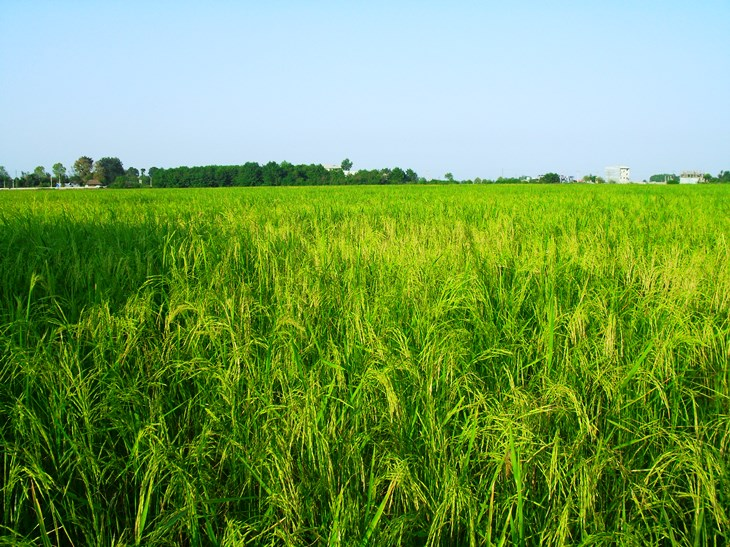
شالیکاری در پره سر
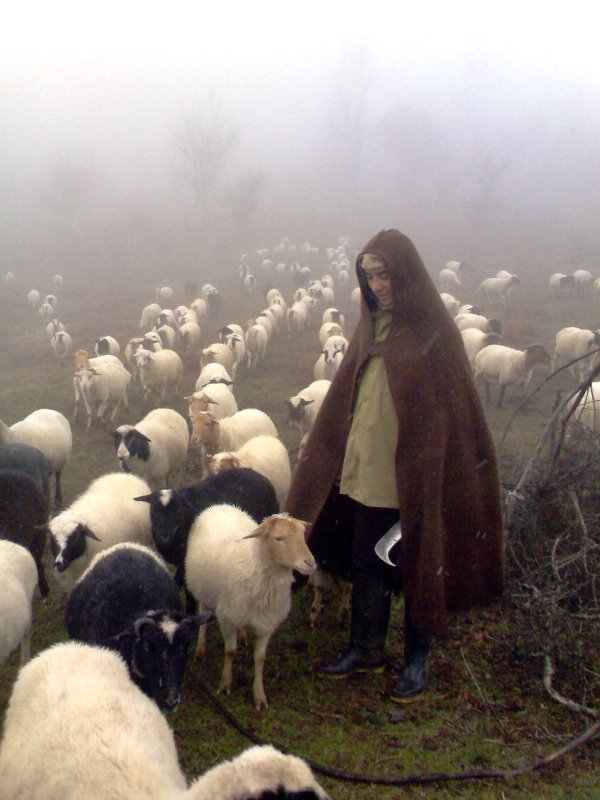
دامپروری در پره سر
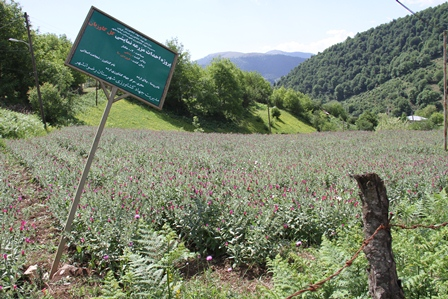
مزرعه گل گاوزبان در پره سر

## مکانهای دیدنی
- سلطان برزکوه
- آبشار ویسادار
- ییلاقات پره سر
- پارک جنگلی دکتر درستکار
- سواحل دریا
- بقعة سلطان برزکوه
- مقبرة سید نجم الدین

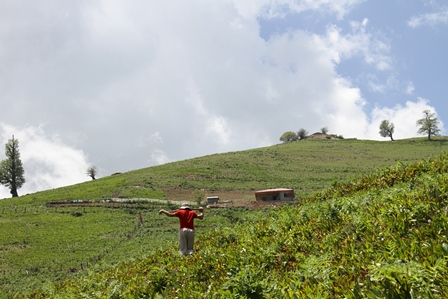
محل بقعه برزکوه در نوک قله
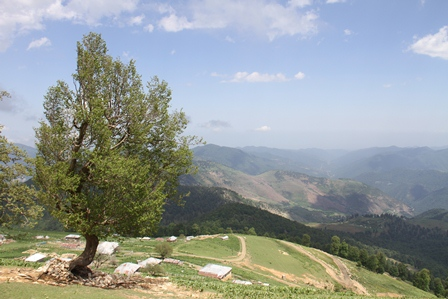
نمایی از نوک قله برزکوه
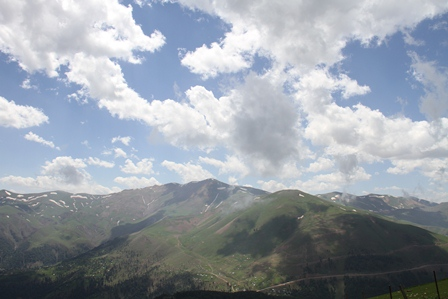
نمای اطراف از نوک قله برزکوه
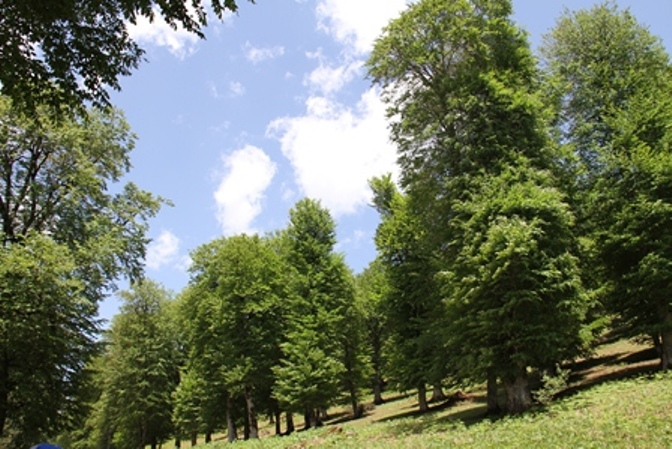
طبیعت برزکوه
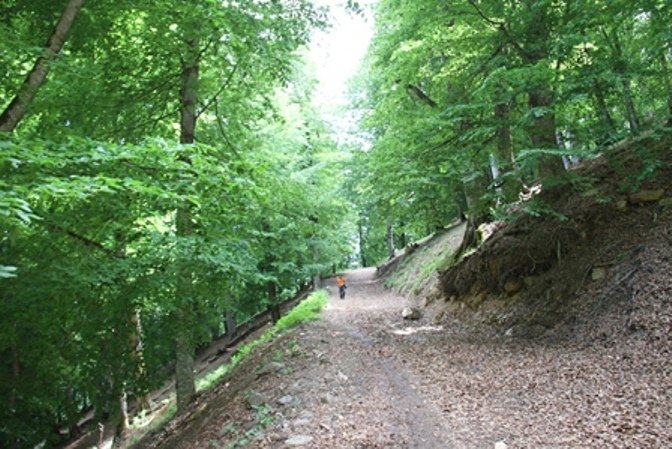
مسیر قله برزکوه
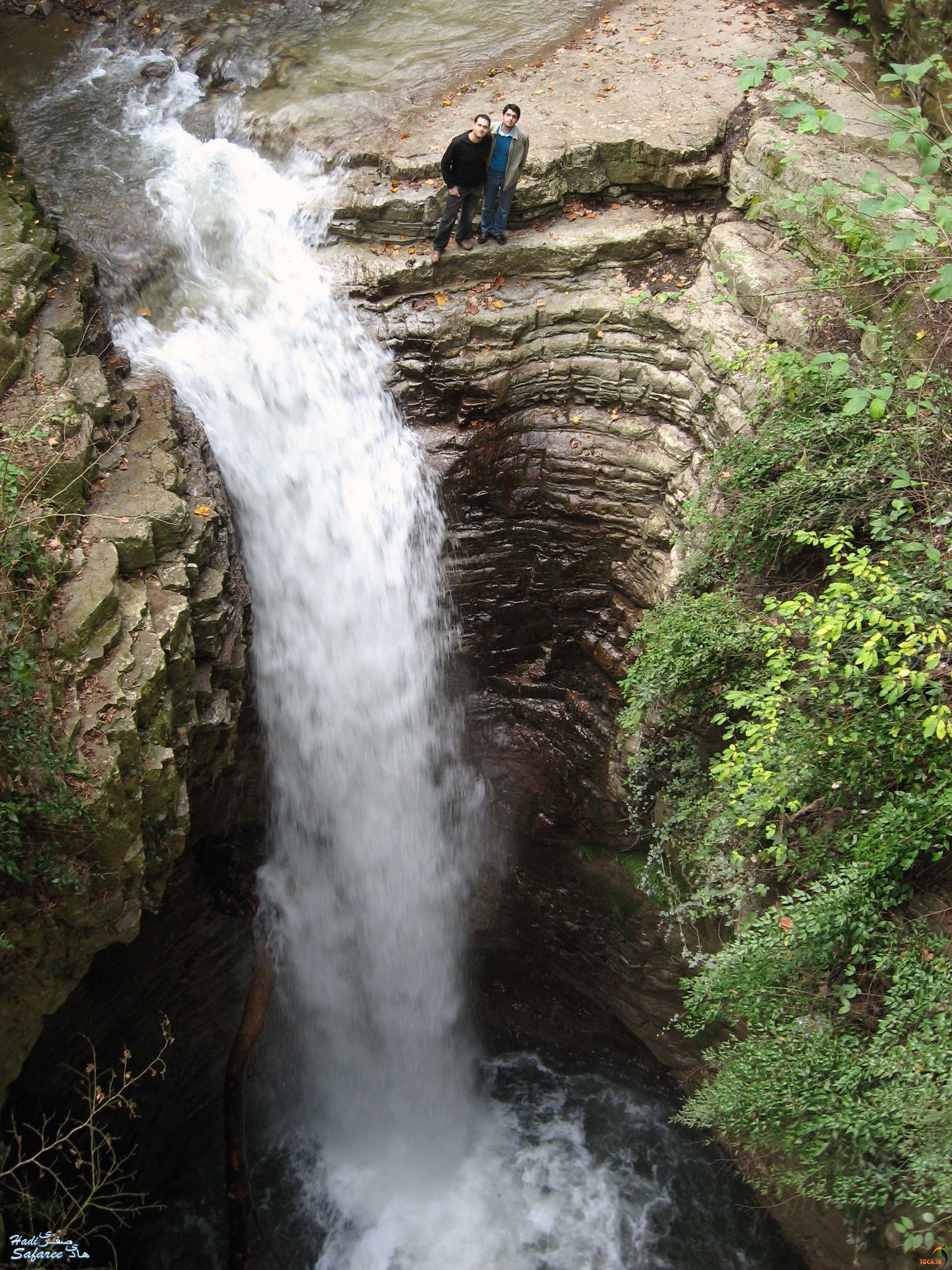
آبشار ویسادار
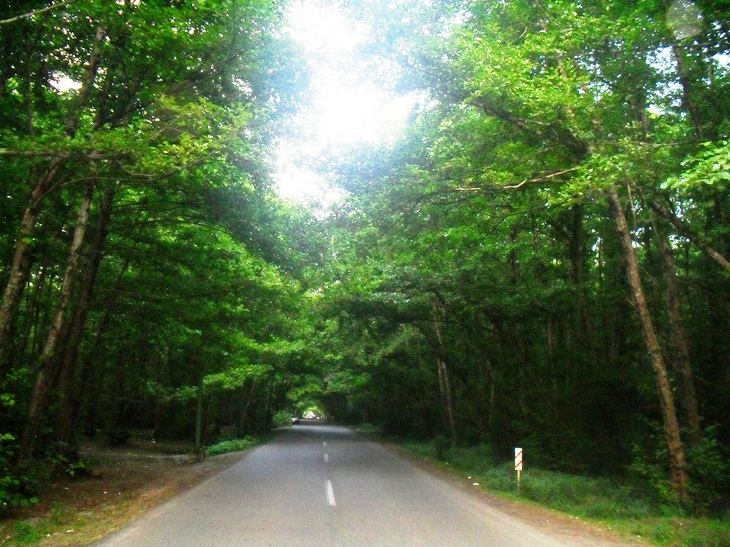
جاده گیسوم
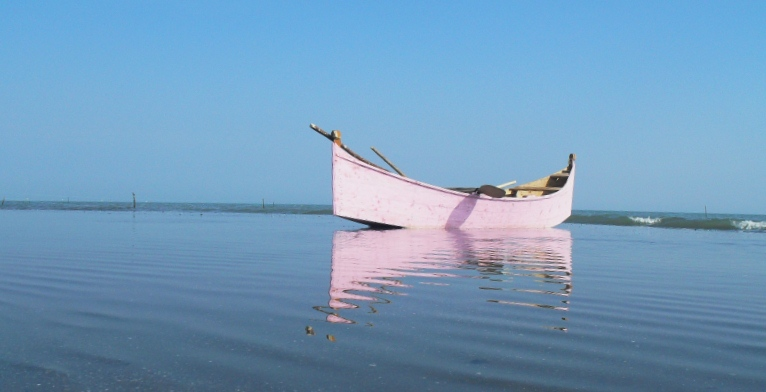
ساحل رودکنار

## ورزش
منطقه پره سر منطقه‌ای ورزش خیز و ورزش دوست می‌باشد و ورزشهایی مانند والیبال و فوتبال، کشتی گیله مردی، کاراته و شطرنج در پره سر طرفداران فراوانی دارند.
والیبال در این منطقه به صورت حرفه‌ای پیگیری می‌گردد و تیم تولید فنر پره سر در لیگ دسته یک والیبال کشور در سال ۱۳۸۷ حضور داشتند که دلیل آن از دست دادن سهمیه صعود به لیگ برتر در روزهای پایانی لیگ بود.
به صورت فصلی در پره سر مسابقات منطقه‌ای و استانی کشتی گیله مردی برگزار می‌گردد.
تیمهای فوتبال به صورت تیمهای پایه و نوجوانان در مسابقات لیگ استانی حضور دارند. تیم طلوع شهرداری پره سر ولی مسابقات فوتسال به دلیل وجود دو سالن سرپوشیده شهید مهربخش و شهید ویرانی در محوطه ورزشی خلخالیان پره سر به صورت حرفه‌ای تر برگزار می‌گردد.
تیمهای پره سری در مسابقات استانی شطرنج حضور دارند.